# 蔡力峰
蔡力峰（1950年2月—），男，湖南华容人，中华人民共和国政治人物。同济大学地下工程系工程地质和水文地质专业毕业。1972年1月加入中国共产党。曾任湖南省人大常委会副主任、党组成员。